# Idensalmi järnvägsstation

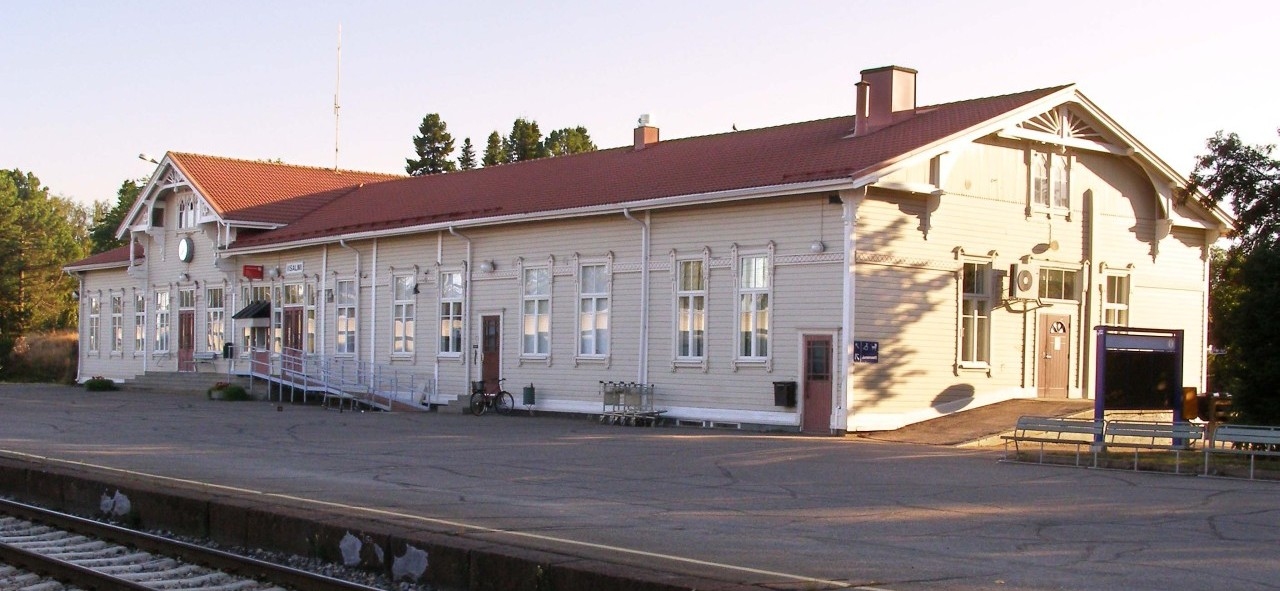
Idensalmi järnvägsstation.

Idensalmi järnvägsstation är en järnvägsstation i den finländska staden Idensalmi i landskapet Norra Savolax. Järnvägsstationen är en järnvägsknut för Savolaxbanan, Idensalmi-Ylivieska-banan och Idensalmi-Kontiomäki-banan. Stationen öppnades 1902. Stationsbyggnaden byggdes mellan åren 1900 och 1902 efter ritningar av den finländska arkitekten Bruno Granholm. 1904 och 1930 byggdes byggnaden till. Avståndet från Helsingfors järnvägsstation är 550,4 kilometer.